# Region soudržnosti Střední Čechy
Střední Čechy jsou region soudržnosti v Česku. Jedná se o statistickou oblast Eurostatu úrovně NUTS 2. Jeho území je tvořeno Středočeským krajem.
Oblast má rozlohu 10 928 km² a na jejím území žije přibližně 1,46 milionu obyvatel.

## Členění regionu
| (CZ-)NUTS 2                                                          | (CZ-)NUTS 2                | NUTS 3           | NUTS 3 | LAU 1                | LAU 1  |
| region soudržnosti                                                   | kód                        | kraj             | kód    | okres                | kód    |
| -------------------------------------------------------------------- | -------------------------- | ---------------- | ------ | -------------------- | ------ |
| Střední Čechy                                                        | CZ02                       | Středočeský kraj | CZ020  | Okres Benešov        | CZ0201 |
| Střední Čechy                                                        | CZ02                       | Středočeský kraj | CZ020  | Okres Beroun         | CZ0202 |
| Střední Čechy                                                        | CZ02                       | Středočeský kraj | CZ020  | Okres Kladno         | CZ0203 |
| Střední Čechy                                                        | CZ02                       | Středočeský kraj | CZ020  | Okres Kolín          | CZ0204 |
| Střední Čechy                                                        | CZ02                       | Středočeský kraj | CZ020  | Okres Kutná Hora     | CZ0205 |
| Střední Čechy                                                        | CZ02                       | Středočeský kraj | CZ020  | Okres Mělník         | CZ0206 |
| Střední Čechy                                                        | CZ02                       | Středočeský kraj | CZ020  | Okres Mladá Boleslav | CZ0207 |
| Střední Čechy                                                        | CZ02                       | Středočeský kraj | CZ020  | Okres Nymburk        | CZ0208 |
| Střední Čechy                                                        | CZ02                       | Středočeský kraj | CZ020  | Okres Praha-východ   | CZ0209 |
| Střední Čechy                                                        | CZ02                       | Středočeský kraj | CZ020  | Okres Praha-západ    | CZ020A |
| Střední Čechy                                                        | CZ02                       | Středočeský kraj | CZ020  | Okres Příbram        | CZ020B |
| Střední Čechy                                                        | CZ02                       | Středočeský kraj | CZ020  | Okres Rakovník       | CZ020C |
| \| Region soudržnosti Střední Čechy \| LAU 1 ve Středních Čechách \| |                            |                  |        |                      |        |
| Region soudržnosti Střední Čechy                                     | LAU 1 ve Středních Čechách |                  |        |                      |        |